# Aiuto, Poirot!
Aiuto, Poirot (titolo orig. The Murder on the Links) è un romanzo poliziesco di Agatha Christie, pubblicato nel 1923. È il secondo libro con protagonisti Hercule Poirot, famoso investigatore belga, e Arthur Hastings.
La storia ha luogo nel nord della Francia, dove c'è un concorrente ostile della Sûreté di Parigi. La memoria lunga di Poirot per crimini passati o casi analoghi risulta alla fine decisiva. Vi è anche una sottotrama nella quale Hastings si innamora, uno sviluppo desiderato dall'autrice, che voleva spedire il personaggio, felicemente sposato, in Argentina.
All'epoca dell'uscita, i recensori segnalarono favorevolmente il romanzo, comparandolo ai mistery di Arthur Conan Doyle con Sherlock Holmes.

## Trama
Invitato a recarsi in Francia per proteggere un uomo minacciato da un pericoloso sconosciuto, il celebre Poirot al suo arrivo ha una sconsolante sorpresa: il suo cliente, a quanto pare, è già stato assassinato da una coppia di misteriosi stranieri. Pregato di investigare il detective belga, accompagnato dal fedele capitano Hastings, scopre che il crimine è stato compiuto seguendo lo stesso metodo di un assassinio commesso molti anni prima e che la vittima, pur amando teneramente la moglie, era legata a una donna affascinante ed enigmatica. La polizia, rappresentata dall'arrogante e iperattivo ispettore Giraud, "il segugio umano", ha i suoi sospetti ma, come al solito, sarà Poirot a dire l'ultima parola, scoprendo una verità rimasta a lungo sepolta.

## Personaggi
- Hercule Poirot: investigatore belga
- Capitano Arthur Hastings: amico di Poirot e voce narrante
- Paul Renauld (George Conneau): milionario canadese dal passato misterioso, proprietario di Villa Geneviève
- Eloise Renauld: moglie di Paul
- Jack Renauld: figlio di Paul ed Eloise
- Lucien Bex: commissario della polizia francese
- Hautet: magistrato istruttore
- Madame Daubreuil (Jeanne Beroldy): signora di Merlinville-sur-Mer daln passato oscuro; vicina di casa dei Renauld
- Marthe Daubreuil: figlia di Madame Daubreuil
- Ispettore Giraud: celebre poliziotto di Parigi
- Dulcie Duveen ("Cenerentola"): una misteriosa ragazza che Hastings aveva conosciuto
- Belle Duveen: una ragazza innamorata di Jack.
- Gabriel Stonor: segretario di Paul Renauld
- Françoise Arrichet: governante di Villa Geneviève
- Denise Oulard: cameriera e sorella di Léonie
- Léonie Oulard: cameriera e sorella di Denise

## Critica
Il Times Literary Supplement recensì il romanzo nel numero del 7 giugno 1923. La recensione paragonò i metodi di individuazione di Poirot a quelli di Sherlock Holmes e concluse favorevolmente che il libro «fornisce al lettore un mistero avvincente di tipo insolito».
Il New York Times Book Review del 25 marzo 1923 scriveva: «Ecco un romanzo poliziesco straordinariamente buono che può essere calorosamente lodato da coloro a cui piace questo tipo di narrativa». Dopo aver dettagliato l'impianto della storia, la recensione continuava: «La trama presenta complicazioni peculiari e il lettore dovrà essere davvero molto astuto se indovina chi è il criminale finché l'ultima complessità non sarà stata svelata. L'autrice è particolarmente ingegnosa nella costruzione e lo svelamento del mistero, che sviluppa nuovi interessi e nuovi intrecci a ogni svolta, merita un elogio anche per la cura con cui la storia è elaborata e la buona maestria con cui è scritta, anche se non c'è molto impegno nel ritrarre i personaggi, tranne nel caso Poirot: molti dei personaggi sono raffigurati con linee espressive e distintive rapidamente rese».
L'anonimo recensore dell'Observer del 10 giugno 1923 scrisse: «Quando Conan Doyle rese popolare Sherlock Holmes negli anni novanta, accese una candela che gli editori non volevano spegnere volentieri. Non passa settimana che non porti un romanzo poliziesco da un quartiere o dall'altro, e molte delle riviste popolari si affidano principalmente a questa merce. Tra i successivi coltivatori di questo solco tutt'altro che solitario il nome di Agatha Christie è ben in primo piano: anche se non ha il tocco artistico che ha reso L'avventura della banda maculata e Il mastino dei Baskerville pezzi di vero orrore, ha un dono insolito di complicazione meccanica». Il recensore ha continuato paragonando il romanzo a Poirot a Styles Court, che fu definito "un'opera straordinaria", ma ha avvertito che «è un errore portare l'arte dello smarrimento al punto di far vacillare il cervello». «Nessuna soluzione potrebbe essere più sorprendente»; il personaggio di Poirot era «un piacevole contrasto con la maggior parte dei suoi spaventosi concorrenti; e si sospetta persino un tocco di satira in lui».
Robert Barnard scrisse: «Un giallo estremamente complicato, ambientato ai margini settentrionali della Francia tanto amati dai inglesi in bancarotta. Poirot misura il suo ingegno contro un sofisticato e beffardo poliziotto francese mentre Hastings si perde dietro a un'acrobata dai capelli ramati. Divertente per gran parte della sua lunghezza, ma la soluzione è una di quelle "una volta rivelate, subito dimenticate", dove l'ingegno ha trionfato sul buon senso».
In un'opera moderna di critica letteraria, Laura Thompson, la biografa di Christie, scrive: «Murder on the Links era tanto diverso dal suo predecessore quanto lo era stato da Styles. È molto francese; non solo nell'ambientazione ma nel tono, che puzza di Gaston Leroux e, a volte, di Racine... Agatha ha ammesso di averlo scritto in un modo "altisonante e fantasioso". Inoltre, aveva basato il libro troppo da vicino su un caso di omicidio francese realmente accaduto, il che conferisce alla storia una sorta di complessità non artistica. [...] Ma Poirot è magnificamente se stesso. L'originalità di Murder on the Links deriva direttamente dai suoi processi mentali. Ad esempio, deduce il modus operandi del delitto perché si tratta della ripetizione, sostanzialmente, di un precedente omicidio; questo dimostra la sua teoria preferita secondo cui la natura umana non cambia, anche quando l'umano in questione è un assassino: "L'assassino inglese che si sbarazzò delle sue mogli in successione annegandole nei loro bagni era un esempio emblematico. Se avesse variato i suoi metodi, potrebbe non essere scoperto fino ad oggi, ma obbedì ai dettami comuni della natura umana, sostenendo che ciò che una volta era riuscito sarebbe riuscito di nuovo, e pagò lo scotto della sua mancanza di originalità"». Nota anche che il libro, il secondo romanzo con Poirot, è degno di nota per una sottotrama in cui Hastings si innamora, uno sviluppo «fortemente desiderato da parte di Agatha... parcellizzando Hastings alla felicità matrimoniale in Argentina».

## Opere derivate
- Aiuto Poirot (1996),[6] diretto da Ross Devenish con David Suchet.

## Edizioni italiane
- Aiuto, Poirot!, traduzione di Claudio Serena, Collana I Libri Gialli n. 86, Milano, Arnoldo Mondadori Editori, 1934. - I Classici del Giallo Mondadori n.36, giugno 1968; Prefazione e postfazione di Julian Symons, Collana Oscar n.1075 (Oscar del Giallo n.23), Mondadori, 1978; in Monsieur Poirot, quattro casi del celebre investigatore, a cura di Marco Polillo, Collezione Omnibus, Mondadori, 1983.
- Aiuto, Poirot!, traduzione di Lia Volpatti, I Classici del Giallo Mondadori n.524, Milano, Mondadori, 24 febbraio 1987. - Edizione illustrata e annotata, Milano, CDE, 1995; Collana Oscar Narrativa n.1439 (Oscar Scrittori del Novecento), Mondadori, 1995; I Classici del Giallo Mondadori n.1002, 24 marzo 2004; Collana Oscar Gialli, Mondadori, 2018, ISBN 978-88-047-0409-6.
- Assassinio sul campo da golf, traduzione di Luisa De Nardis, 2025, Amazon.